# SOS (ABBA-Lied)
SOS ist ein Song der schwedischen Popgruppe ABBA aus dem Jahre 1975, der als „erster richtiger Popsong“ der Gruppe gilt. Die Musik stammt von Benny Andersson, Text und Titel von Stig Anderson und Björn Ulvaeus, die Soli wurden von Agnetha Fältskog übernommen. Im Juni 1975 wurde SOS als dritte Single aus dem Album ABBA ausgekoppelt, erreichte in sieben Ländern die Spitzenposition der Charts und wurde in zehn weiteren Ländern zum Top-Ten-Hit.

## Entstehung
Die Aufnahmen für SOS waren unter den ersten für das Album ABBA und fanden am 22. August 1974 statt. Der Arbeitstitel war zunächst Turn Me On. Die Synthesizer- und Gitarrenspuren wurden bei einer Überarbeitung hinzugefügt, als Andersson und Ulvaeus eine Nachtschicht eingelegt hatten. Obwohl der Song nach Meinung der Gruppe schon bei der Fertigstellung Hitpotenzial hatte, wurde er erst im Juni 1975 als dritte Single des Albums ABBA ausgekoppelt. Die B-Seite Man in the Middle wurde in manchen Ländern durch I Do, I Do, I Do, I Do, I Do, Bang-A-Boomerang oder Mamma Mia ersetzt.
1975 wurde der Song von Agnetha Fältskog in Schwedisch für ihr Solo-Album Elva kvinnor i ett hus aufgenommen.

## Kommerzieller Erfolg

### Chartplatzierungen
Die Single wurde im Juni 1975 rund zwei Monate nach Erscheinen der LP ABBA aus dem Album ausgekoppelt und war ein weiterer Versuch der Gruppe und ihres Managers, sich auf dem internationalen und besonders auf dem englischsprachigen Musikmarkt zu etablieren. Nachdem die beiden Vorgänger-Singles So Long und I Do, I Do, I Do, I Do, I Do kaum Erfolg gehabt hatten, hoffte man nun mit SOS auf einen neuen Chart-Hit. Die Erwartungen erfüllten sich, denn die Single erreichte Platz 1 in Deutschland, Belgien, Australien, Neuseeland, Mexiko, Costa Rica und Südafrika. Zudem erreichte SOS Platz 2 in Österreich, Norwegen, Italien, den Niederlanden und Simbabwe, sowie Platz 3 in der Schweiz, Platz 4 in Irland, Platz 6 in Großbritannien, Platz 7 in Dänemark und Platz 9 in Kanada.
In Großbritannien war der Erfolg von SOS für ABBA besonders bedeutsam, da die Single dort 18 Monate nach ihrem Nummer-eins-Hit Waterloo die erste war, die sich überhaupt wieder in den Top Ten platzieren konnte. Ihr Image als One-Hit-Wonder hatte die Gruppe hier somit abgelegt. In Deutschland stand SOS sieben Wochen lang an der Spitze der Charts und wurde etwa 500.000 Mal verkauft; außerdem stand der Song sechs Wochen in Neuseeland und vier Wochen in Südafrika auf Platz 1. In Australien erreichte SOS im Januar 1976 als dritte ABBA-Single hintereinander die Spitzenposition und verkaufte sich über 75.000 Mal. In Schweden erfolgte keine Veröffentlichung als Single, da das Album ABBA schnell zum bis dahin meistverkauften Album des Landes wurde und nach Meinung des Managers der Gruppe somit keine weiteren Singles für Albumwerbung notwendig waren. Nach einer Promotiontour durch die USA im November 1975 kam SOS in den Billboard-Charts auf Platz 15, was für die Gruppe ein verhältnismäßig großer Erfolg war.
| ChartsChartplatzierungen       | Höchstplatzierung | Wochen |
| ------------------------------ | ----------------- | ------ |
| Deutschland (GfK)              | 1 (30 Wo.)        | 30     |
| Österreich (Ö3)                | 2 (24 Wo.)        | 24     |
| Schweiz (IFPI)                 | 3 (18 Wo.)        | 18     |
| Vereinigte Staaten (Billboard) | 15 (17 Wo.)       | 17     |
| Vereinigtes Königreich (OCC)   | 6 (10 Wo.)        | 10     |

| ChartsJahrescharts (1975) | Platzierung |
| ------------------------- | ----------- |
| Deutschland (GfK)         | 18          |
| Österreich (Ö3)           | 8           |
| Schweiz (IFPI)            | 8           |

### Auszeichnungen für Musikverkäufe
| Land/Region                  | Auszeichnungen für Musikverkäufe (Land/Region, Auszeichnung, Verkäufe) | Verkäufe  |
| ---------------------------- | ---------------------------------------------------------------------- | --------- |
| Dänemark (IFPI)              | Gold                                                                   | 45.000    |
| Deutschland (BVMI)           | —                                                                      | 500.000   |
| Frankreich (SNEP)            | —                                                                      | 500.000   |
| Japan (RIAJ)                 | Platin                                                                 | 100.000   |
| Neuseeland (RMNZ)            | Platin                                                                 | 30.000    |
| Vereinigtes Königreich (BPI) | Gold                                                                   | 400.000   |
| Insgesamt                    | 2× Gold · 2× Platin ·                                                  | 1.575.000 |

Hauptartikel: ABBA/Auszeichnungen für Musikverkäufe

## Coverversionen
Der Song wurde häufig gecovert, unter anderen von Men Without Hats (1989), Erasure (1992), At Vance (2000), Manfred Mann’s Earth Band (2003), The Rasmus (2006), Chris de Burgh (2011), Portishead (2016), Cher (2018) und Gotthard (2020). Die österreichische Dancefloor-Gruppe Edelweiss hatte bereits 1988 den Refrain des Liedes mit neuem Text in ihrem Nummer-eins-Hit Bring Me Edelweiss verwendet. 2016 veröffentlichte die schwedische Schlagersängerin Julia Lindholm das ABBA-Cover-Album Super Trouper, auf dem sich auch eine deutschsprachige Interpretation des Songs SOS befindet.